# Amdocs

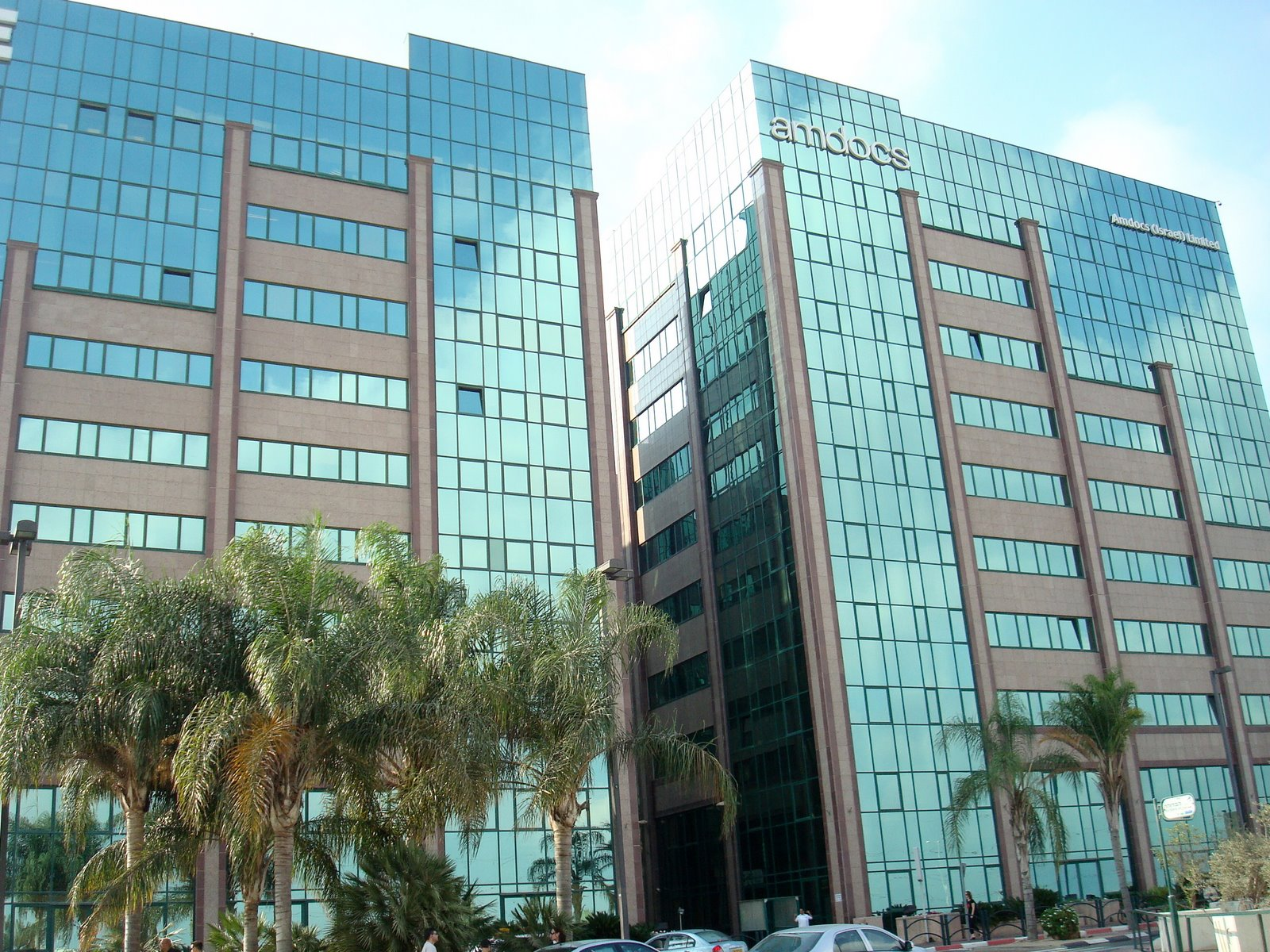
Amdocs in Ra'anana

Amdocs Limited is een leverancier van software en diensten op het gebied van customer relationship management of CRM, facturatie, Operational Support Systemen voor de (grotere) telecomaanbieders en dienstverleners.
Het hoofdkantoor is gevestigd in Chesterfield (Missouri), en heeft wereldwijd ruim 18.000 medewerkers en klanten in meer dan 50 landen. Formeel is het bedrijf gevestigd op het Kanaaleiland Guernsey.

## Geschiedenis
Van oorsprong is Amdocs ontstaan vanuit de "Aurec Groep" (waarbij Aurec is afgeleid van het Latijse aurum: goud) en destijds was het uitgever van diverse Gouden Gids-formules.

## Producten en overnames
Amdocs heeft in de loop der jaren diverse producten en diensten op de markt gebracht die door de grootste telecom- en servicebedrijven gebruikt worden. De belangrijkste producten/diensten en overnames zijn:

### Financiële diensten
Begin deze eeuw sloot Amdocs een overeenkomst met ABN AMRO om een (administratief) platform te leveren voor de retailbankactiviteiten van de bank. Dit was Amdocs eerste stap buiten de telecomwereld en in de financiële wereld. Ook diensten van de consultancytak van Amdocs maken onderdeel uit van de deal met ABN AMRO.

### Clarify
In 2001 nam Amdocs CRM systeem Clarify over van Nortel Networks. Clarify wordt door vele service-verlenende bedrijven gebruikt zoals bijvoorbeeld KPN Telecom, de Microsoft Support organisaties, Vodafone, Hewlett-Packard etc.

### Cramer OSS
In augustus 2006 nam Amdocs Cramer Systems uit het Engelse Bath over. Cramer OSS (Operational Support System) is een Network Inventory Management System voor de (grotere) telecombedrijven. In Nederland wordt het onder andere gebruikt door KPN (mobiel en vaste net), Defensie telecom, Vodafone, BBned etc.

### DST Innovis
In 2005 nam Amdoc DST Innovis over van DST Systems. Dit pakket was een complete billingoplossing voor broadband- en satelliettelecomproviders.

### QPass
In april 2006 werd QPass aangeschaft, een pakket waarmee digitale diensten aan de man kunnen worden gebracht. QPass was een bedrijf in Seattle dat oplossingen bood voor de marketing en verkoop van digitale diensten. Deze transactie had een waarde van 275 miljoen dollar.

### SigValue Technologies
In januari 2007 kocht Amdocs SigValue Technologies een Israëlisch bedrijf dat prepaid-billingsystemen aanbiedt voor de goedkopere (prepaid) mobiele telefoonaanbeders - een markt die heel snel groeiend is.

### WiMaxoplossingen
In oktober 2008 leverde Amdocs haar eerste WiMAX 4G-oplossing voor telecomaanbieder Sprint-Nextel.

### jNetX
In oktober 2009 werd jNetX gekocht, een aanbieder van 'Service Delivery Platform'-oplossingen.

### MX Telecom
In maart 2010 werd MX Telecom overgenomen. Dit is een aanbieder van micro-payments via gsm- en sms-diensten. Hiervoor werd 104 miljoen Amerikaanse dollar in contanten betaald en werden schulden verrekend. MX Telecom zal onderdeel worden van Amdocs' OpenMarket-organisatie om mobiele en sms-micro-payments te verwerken.

### Steamezzo
In juni 2010 kocht Amdocs het Franse Streamezzo, een aanbieder van een softwareontwikkelplatform voor applicaties op mobiele (telefoon)toestellen en PDA's.